# Austin Ice Bats
Austin Ice Bats var ett amerikanskt professionellt ishockeylag som spelade i Central Hockey League mellan 2001 och 2008. Laget hade dock grundats redan 1996 för spel i Western Professional Hockey League (WPHL).
Laget spelade sina hemmamatcher i inomhusarenornan Luedecke Arena inom Travis County Exposition Center (1996–2006) och Chaparral Ice (2006–2008) i Austin i Texas. Ice Bats var farmarlag till Minnesota Wild (NHL) 2006–2007. Laget vann aldrig CHL:s slutspel under sina år i CHL.
Spelare som spelade för Ice Bats var bland andra Paul Lawless.